# Him (film)
Him, sottotitolo The Sex Life of Christ, è un film porno gay a tematica religiosa del 1974 diretto da tale "Ed D. Louie" (presumibilmente uno pseudonimo). È ritenuto un film perso, di cui non esiste più nessuna copia.

## Trama
La storia è incentrata sulle gesta di un giovane prete omosessuale che sviluppa un'attrazione erotica nei confronti di Gesù Cristo e un interesse nella sua vita sessuale.

## Distribuzione
Il film debuttò il 27 marzo 1974 al cinema 55th Street Playhouse sulla 154 West Fifth Street a New York. Restò in cartellone fino al 23 maggio 1974. Tornò in programmazione al Playhouse il 6 dicembre 1974, e ancora nel gennaio 1976. Fu proiettato in altri cinema, tra i quali il Bijou Theatre di Chicago, il Nob Hill Theatre di San Francisco, Sansom Cinema di Filadelfia, Gay Paree Theatre di Atlanta, il Wood Six 1 Theatre di Highland Park, il David Theatre di New York, e il Penthouse II Theatre di Pittsburgh.
Poco o nulla si conosceva del film fino al 1979, quando venne citato nel libro The Golden Turkey Awards, dove viene descritto come il "concetto meno erotico in tutta la storia della pornografia".

## Frase di lancio
«Are you curious about HIS sexual life? Have you heard about HIM? Are you curious about... »

## Film perduto
Non si conosce l'esistenza di copie sopravvissute di Him. Il film è citato tra i film persi più ricercati dalla rivista online Film Threat.
Molti siti internet hanno tentato di dimostrare che Him sia un film mai esistito, ma alcune recensioni apparse all'epoca su riviste quali Screw, Variety e The Village Voice testimoniano la reale esistenza dell'opera, insieme a varie pubblicità del film apparse su giornali statunitensi in occasione della proiezione a New York.